# Rita Levi-Montalcini
Rita Levi-Montalcini (sinh 22 tháng 4 năm 1909 – 30 tháng 12 năm 2012), được trao Huân chương Cavaliere di Gran Croce, OMRI là một nhà thần kinh học người Ý, cùng với đồng nghiệp Stanley Cohen, đã đoạt Giải Nobel Sinh lý và Y khoa năm 1986 cho công trình phát hiện ra Nhân tố tăng trưởng thần kinh (Nerve Growth Factor, NGF). Từ năm 2001, bà cũng là thượng nghị sĩ suốt đời ở Thượng nghị viện Ý.
Hiện nay, bà là người đoạt giải Nobel lớn tuổi nhất còn sống và cũng là người đầu tiên đoạt giải Nobel sống tới 100 tuổi. Ngày 22.4.2009 bà đã ăn mừng sinh nhật thứ 100 của mình tại tòa thị sảnh Roma.

## Tiểu sử

### Thời niên thiếu
Bà sinh tại Torino trong một gia đình Do Thái Sephardic, cùng với người chị song sinh Paola, bà là con út trong số 4 người con. Cha của bà là Adamo Levi, một kỹ sư ngành điện và một nhà toán học có năng khiếu; mẹ là Adele Montalcini, một họa sĩ có tài, theo Levi-Montalcini mô tả là "một người thanh lịch".
Levi-Montalcini quyết định theo học trường y, sau khi thấy một bạn thân của gia đình chết vì bệnh ung thư. Bà đã vượt qua được sự phản đối của người cha, ông tin rằng "một nghề chuyên môn sẽ gây trở ngại cho các bổn phận của người vợ và người mẹ" và ghi tên vào học trường y khoa Torino năm 1930, cùng học với Giuseppe Levi. Sau khi tốt nghiệp năm 1936, bà làm phụ tá cho Levi, nhưng sự nghiệp của bà bị cắt đứt bởi Tuyên ngôn Chủng tộc của Benito Mussolini và sau đó việc áp dụng bộ luật ngăn cản các người Do Thái làm các nghề theo trình độ đại học và các nghề chuyên môn.

## Sự nghiệp
Trong Thế chiến thứ hai, bà làm các thí nghiệm trong phòng thí nghiệm ở nhà, nghiên cứu sự tăng trưởng của các sợi thần kinh trong phôi của gà. Việc này dẫn tới công trình nghiên cứu căn bản của bà sau này. Phòng thí nghiệm di truyền học đầu tiên của bà được đặt trong phòng ngủ ở nhà. Năm 1943, gia đình bà di chuyển xuống phía nam tới Firenza, và bà cũng lập phòng thí nghiệm tư ở đây. Năm 1945, gia đình quay trở lại Torino.
Tháng 9 năm 1946, Levi-Montalcini nhận một lời mời tới Đại học Washington tại St. Louis, dưới sự trông nom của giáo sư Viktor Hamburger. Mặc dù lời mời ban đầu chỉ là một học kỳ, nhưng bà đã ở lại đây 30 năm. Chính tại đây, bà đã làm công trình quan trọng nhất của mình: Từ các quan sát một số mô ung thư – loại mô gây ra tốc độ tăng trưởng tế bào thần kinh cực nhanh, bà đã cô lập nhân tố tăng trưởng thần kinh (NGF) trong năm 1952. Bà được cử làm giáo sư năm 1958, và năm 1962, bà lập một đơn vị nghiên cứu ở Roma, chia thời gian làm việc giữa Rome và St. Louis.
Từ năm 1961 tới năm 1969 bà lãnh đạo Trung tâm nghiên cứu khoa Sinh học thần kinh (Neurobiology) tại "Hội đồng nghiên cứu quốc gia" (Consiglio Nazionale delle Ricerche, CNR) (Rome), và từ năm 1969 tới năm 1978 lãnh đạo Phòng thí nghiệm Sinh học tế bào.

## Thượng nghị sĩ suốt đời
Ngày 1.8.2001 bà được tổng thống Cộng hòa Ý, Carlo Azeglio Ciampi bổ nhiệm làm thượng nghị sĩ suốt đời.
Ngày 28–29.4.2006 Levi-Montalcini, ở tuổi 97, tham dự buổi khai mạc cuộc họp thượng nghị viện mới được bầu, để bầu chọn chủ tịch thượng nghị viện; bà tuyên bố ủng hộ ứng cử viên phe trung tả Franco Marini. Levi-Montalcini – thượng nghị sĩ niên trưởng ở thượng viện đã chọn không làm chủ tịch tạm thời trong dịp này. Bà luôn tham dự các cuộc thảo luận ở thượng viện, trừ khi bận công việc khoa học. Do việc ủng hộ chính phủ Romano Prodi của mình, bà thường bị một số thượng nghị sĩ cánh hữu chỉ trích, cáo buộc bà đã "cứu" chính phủ khi phe ủng hộ chính phủ ở thượng viện chỉ là đa số ít ỏi (nhờ lá phiếu của bà). Bà thường bị công khai lăng nhục, cả trên các blogs, từ năm 2006, bởi cả các thượng nghị sĩ trung hữu như Francesco Storace, lẫn các bloggers cực hữu, vì tuổi cao và nguồn gốc Do Thái của mình.
Cho tới 2012, Levi-Montalcini là người đoạt giải Nobel già nhất và sống lâu nhất, mặc dù tai bị nghễnh ngãng và mắt gần như bị mù, vẫn giữ cương vụ chính trị trong nước mình.
Bà qua đời nửa chừng ở ngày 30 tháng 12 năm 2012 ở tuổi 103 tại Rome, Ý trong khi bà vẫn chưa sống qua mùa đông năm 2012.

## Gia đình
Bà có một người anh trai, Gino, bị chết năm 1974 vì đau tim. Ông là một trong các kiến trúc sư nổi tiếng nhất của Ý và là giáo sư tại Đại học Torino.
Bà cũng có hai chị gái: Anna, lớn hơn bà 5 tuổi, và Paola, chị em song sinh với bà Paola Levi-Montalcini Lưu trữ ngày 10 tháng 3 năm 2012 tại Wayback Machine, là một nghệ sĩ được ưa chuộng, đã từ trần năm 2000.

## Giải thưởng và vinh dự
- Năm 1968, bà trở thành người phụ nữ thứ 10 được bầu vào Viện hàn lâm Khoa học quốc gia Hoa Kỳ.
- Năm 1974, bà được bầu vào Viện hàn lâm giáo hoàng về Khoa học
- Năm 1982, bà được trao Giải Rosenstiel (chung với Stanley Cohen)
- Năm 1983, bà được trao giải Louisa Gross Horwitz của Đại học Columbia cùng với Stanley Cohen (người cùng đoạt giải Nobel Sinh lý và Y khoa năm 1986) và Viktor Hamburger.
- Năm 1986, Levi-Montalcini và người cộng tác Stanley Cohen được nhận giải Nobel Sinh lý và Y khoa, và bà trở thành người thứ tư thuộc cộng đồng Do Thái thiểu số (dưới 50.000 người) nhưng lâu đời ở Ý đoạt giải Nobel, sau Emilio Segrè, Salvador Luria (một người bạn và đồng liêu ở đại học) và Franco Modigliani.
- Năm 1986 giải Albert Lasker cho nghiên cứu Y học cơ bản
- Năm 1987, bà được thưởng Huy chương Khoa học quốc gia, vinh dự cao nhất của giới khoa học Hoa Kỳ.
- Năm 1999, bà được Tổng giám đốc của Tổ chức Lương thực và Nông nghiệp Liên Hợp Quốc (FAO) Jacques Diouf bổ nhiệm làm đại sứ thiện chí của cơ quan này.[10]
- Năm 2001, bà được tổng thống Ý Carlo Azeglio Ciampi bổ nhiệm làm thượng nghị sĩ suốt đời.
- Năm 2006 bà nhận học vị danh dự về kỹ thuật y sinh (biomedical engineering) của Đại học bách khoa Torino, thành phố sinh trưởng của bà.
- Năm 2008 bà nhận bằng tiến sĩ danh dự của Đại học Complutense Madrid (Universidad Complutense de Madrid, UCM), Tây Ban Nha.
- Bà là thành viên của Hàn lâm viện Khoa học giáo hoàng (Pontifical Academy of Sciences)

## Các sách xuất bản

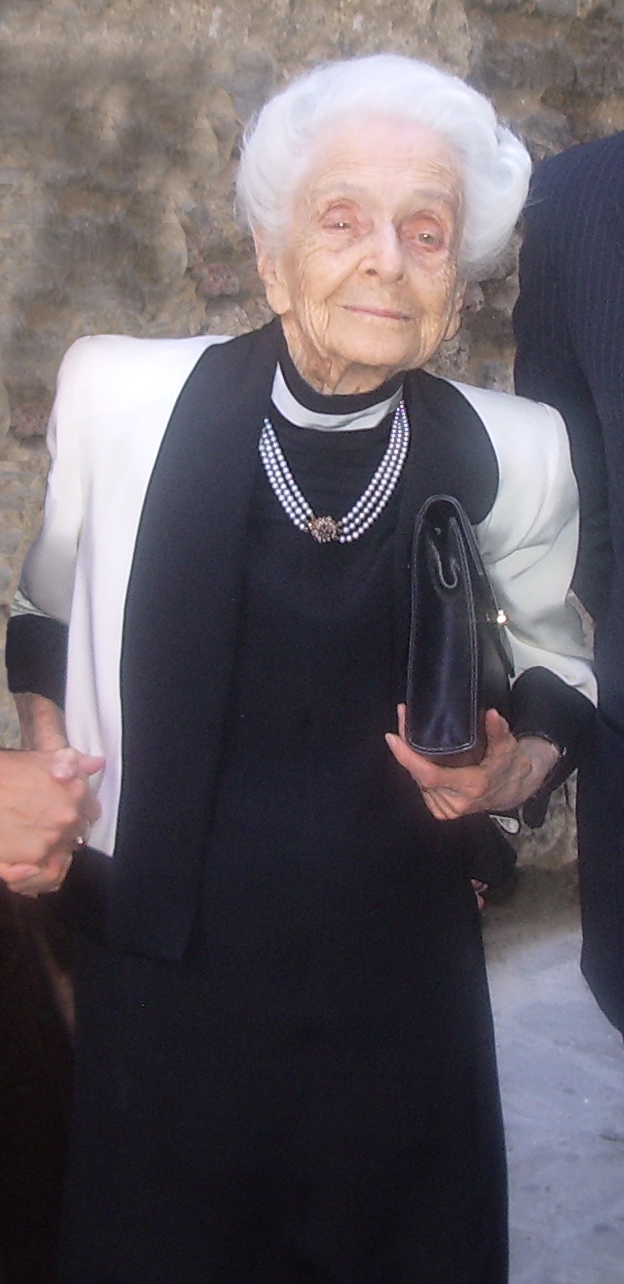
Levi-Montalcini năm 2007

- Rita Levi Montalcini, Elogio dell'imperfezione, Gli elefanti Saggi, Garzanti, 1999 (nuova edizione accresciuta).
- Rita Levi-Montalcini, Origine ed Evoluzione del nucleo accessorio del Nervo abducente nell'embrione di pollo, Tip. Cuggiani, 1942
- Rita Levi-Montalcini, Elogio dell'imperfezione, Garzanti, 1987
- Rita Levi-Montalcini, NGF: apertura di una nuova frontiera nella neurobiologia, Roma Napoli, 1989
- Rita Levi-Montalcini, Sclerosi multipla in Italia: aspetti e problemi, AISM, 1989
- Rita Levi-Montalcini, Il tuo futuro, Garzanti, 1993
- Rita Levi-Montalcini, Per i settanta anni della Enciclopedia italiana, 1925–1995, Istituto della Enciclopedia italiana, 1995
- Rita Levi-Montalcini, Senz'olio contro vento, Baldini & Castoldi, 1996
- Rita Levi-Montalcini, L'asso nella manica a brandelli, Baldini & Castoldi, 1998
- Rita Levi-Montalcini, La galassia mente, Baldini & Castoldi, 1999
- Rita Levi-Montalcini, Cantico di una vita, Raffaello Cortina Editore, 2000
- Rita Levi-Montalcini, Un universo inquieto, 2001
- Rita Levi-Montalcini, Tempo di mutamenti, 2002
- Rita Levi-Montalcini, Abbi il coraggio di conoscere, 2004
- Rita Levi-Montalcini, Tempo di azione, 2004
- Rita Levi-Montalcini, Eva era africana, 2005
- Rita Levi-Montalcini, I nuovi Magellani nell'er@ digitale, 2006
- Rita Levi-Montalcini, Tempo di revisione, 2006
- Rita Levi-Montalcini, Rita Levi-Montalcini racconta la scuola ai ragazzi, 2007
- Rita Levi-Montalcini, Cronologia di una scoperta, 2009